# Argent at High Voltage 2010
Argent at High Voltage 2010 is een livealbum van Argent, een muziekgroep die ten tijde van het opgenomen concert al meer dan 35 jaar niet meer bestond. High Voltage is een muziekfestival waarbij juist dat soort bands optreden. Argent at High Voltage 2010 is, hoewel het geluid goed is, wel een misser in de serie over 2010. Noch de titels van de nummers, noch de musici worden vermeld. Daarnaast is de trackvolgorde van disc2 door elkaar gehaald. She's not there werd voor I don’t believe in miracles gespeeld, maar na dat nummer geperst. De aankondiging van I don’t believe wordt daarom op de disc gevolgd door het afslaan van de cd. Tot slot kon de muziek makkelijk op 1 compact disc geperst worden. 
Na High Voltage kwam in december 2010 een kleine tournee opgang met vijf optredens in Engeland.

## Musici
- Russ Ballard – zang, gitaar
- Jim Rodford – basgitaar, zang
- Rod Argent – toetsinstrumenten, zang
- Bob Henrit – slagwerk

## Muziek
| Nr. | Titel                        | Duur |
| --- | ---------------------------- | ---- |
| 1.  | The coming of Kohoutek       |      |
| 2.  | It´s only money (part 1 & 2) |      |
| 3.  | Keep on rolling              |      |
| 4.  | Rejoice                      |      |
| 5.  | Liar                         |      |

| Nr. | Titel                         | Duur |
| --- | ----------------------------- | ---- |
| 1.  | I don’t believe in miracles   |      |
| 2.  | Since you been gone           |      |
| 3.  | Hold your head up             |      |
| 4.  | God gave rock and roll to you |      |
| 5.  | She's not there               |      |

2010: Argent · Asia · Emerson, Lake & Palmer · Marillion
2011: Barclay James Harvest (Lees) · Mostly Autumn · Pallas · Spock's Beard ·  Triggerfinger